# Sergej Alexandrovič Kusevickij
Sergej Aleksandrovič Kusevickij (Серге́й Алекса́ндрович Кусеви́цкий; Sergey Aleksandrovich Kusevitsky; Serge Koussevitzky; 26. července 1874 Vyšnij Voločok, Tverská oblast, Rusko – 4. června 1951 Boston Spojené státy americké) byl americký dirigent ruského původu, kontrabasista a hudební skladatel, známý zejména z dlouholetého působení u Bostonského symfonického orchestru (1924–1949).

## Život

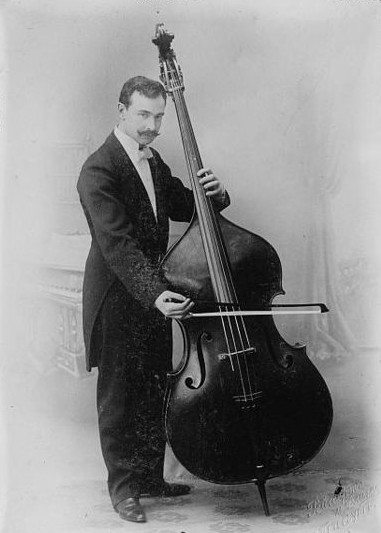
Portrét (Knihovna Kongresu).

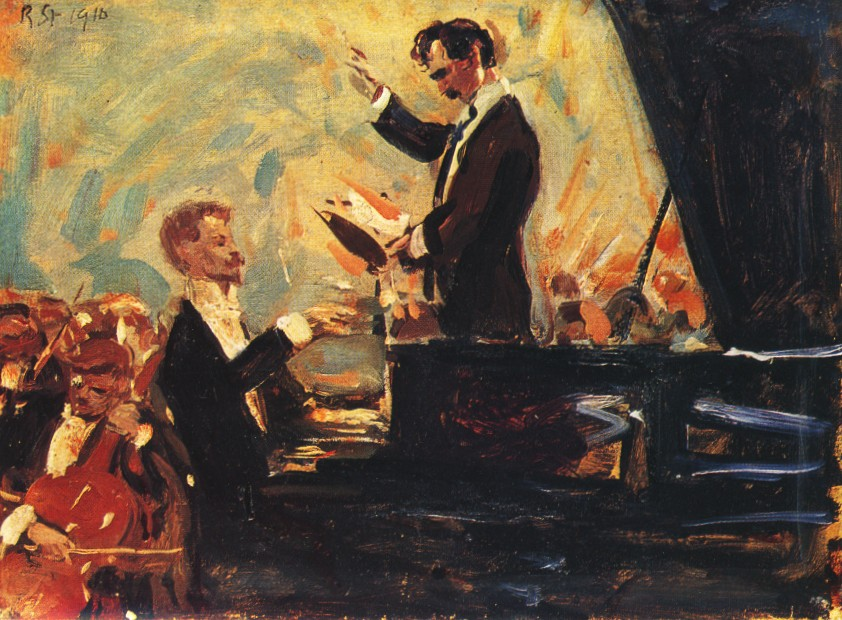
Kusevickij a Skrjabim na obraze Roberta Sterla.

Sergej Aleksandrovič Kusevickij se narodil v židovské rodině profesionálních hudebníků v městě Vyšnij Voločok v Tverské oblasti, cca 250 km severovýchodně od Moskvy. Od svých rodičů se učil hrát na klavír, housle, violoncello a na trubku. Ve svých čtrnácti letech obdržel stipendium od Hudebně-dramatického ústavu Moskevské filharmonické společnosti, kde studoval hudební teorii a hru na kontrabas u prvního kontrabasisty Velkého divadla Josefa J. Rambuska.
Ve věku dvaceti let se stal kontrabasistou Velkého divadla a v roce 1901 vystřídal Rambuska na postu prvního kontrabasisty. V témže roce debutoval jako sólista (někteří biografové uvádějí, že se tak stalo již v roce 1896). V roce 1902 se oženil s tanečnicí Naděždou Galatovou. V témže roce zkomponoval (s pomocí Reinholda Gliera) Koncert pro kontrabas a orchestr, který měl premiéru v Moskvě v roce 1905 a záhy se stal velmi populární.
V roce 1905 se rozvedl a znovu oženil s Natálií Uškovou, dcerou obchodníka s čajem. Rezignoval na místo v orchestru Velkého divadla a odešel do Berlína, kde studoval dirigování u Arthura Nikische. Penězi své manželky zaplatil Nikischovy hráčské dluhy. V Berlíně Kusevickij pokračoval v kontrabasových koncertech a dva roky se se studentským orchestrem připravoval na dirigentskou dráhu. Debutoval s Berlínskou filharmonií v roce 1908. Na programu byl mimo jiné 2. klavírní koncert Sergeje Rachmaninova se skladatelem u klavíru.
V následujícím roce se s manželkou vrátil do Ruska, kde založil svůj vlastní orchestr a hudební vydavatelství nazvané Éditions Russes de Musique. Získal vydavatelská práva na díla nejznámějších ruských skladatelů té doby. Mezi jeho publikacemi byla např. díla Rachmaninova, Alexandra Skrjabina, Sergeje Prokofjeva, Igora Stravinského a Nikolaje Metnera.
V letech 1909–1920 pokračoval v koncertní činnosti jako sólový kontrabasista v Rusku i v Evropě a se svým orchestrem cestoval lodí po městech na Volze. Po Říjnové revoluci v Rusku přijal místo dirigenta Leningradské filharmonie. V roce 1920 opustil Sovětský svaz. V Paříži v letech 1921–1929 organizoval tzv. Kusevického koncerty na nichž uváděl nová díla Prokofjeva, Stravinského a Maurice Ravela. V roce 1924 nahradil Pierra Monteuxe v čele Bostonského symfonického orchestru. Do Paříže se však až do roku 1929 pravidelně vracel, aby pokračoval v tradici Kusevického koncertů. V roce 1941 získal americké občanství.
Kusevického jmenování šéfdirigentem Bostonského symfonického orchestru se stalo počátkem zlaté éry tohoto tělesa, která trvala až do roku 1949. V období 25 let si získalo reputaci vedoucího amerického orchestru. Spolu s Gertrudou Smithovou vybudoval mezinárodní uznání letních koncertů a vzdělávacích programů orchestru v Tanglewoodu. Koncertní hala pro 5 700 posluchačů nese dnes jeho jméno. Na těchto letních kurzech byl mimo jiné objeven mladý tenor Alfred Cocozza, který se později proslavil pod jménem Mario Lanza. Mezi jeho studenty byli dále např. Leonard Bernstein, Eleazar de Carvalho, Samuel Adler, či Sarah Caldwellová.
Kusevickij byl velkým propagátorem soudobé hudby. Mnoho významných děl hudby 20. století vzniklo na jeho přímou objednávku. Mezi jinými to byl např. Klavírní koncert G-dur Maurice Ravela, Óda Aarona Coplanda, Prokofjevova 4. symfonie, Koncertní hudba pro smyčce a dechy Paul Hindemitha, Stravinského Žalmová symfonie
stejně jako mnohá díla Alberta Roussela a Howarda Hansona.
V roce 1942 zemřela jeho žena Natálie. Na její počest založil Kusevického hudební nadaci, jejímž hlavním posláním se stala podpora současných skladatelů a pomoc při uvádění jejich děl. Mezi díly vzniklými s podporou této nadace je např. opera Peter Grimes Benjamina Brittena, Koncert pro orchestr Bély Bartóka, Coplandova 3. symfonie, Symfonie Turangalîla Oliviera Messiaena další.
K uctění památky Natálie Kusjevické složil v roce 1942 Bohuslav Martinů na žádost jejího manžela svou 1. symfonii.
Tanglewoodské hudební centrum založilo v roce 1954 Kusevického cenu pro nejlepší studenty dirigování. Cena však není udělována každoročně.
Koncem roku 1947 se oženil s neteří Natálie, Olgou Naumovou, která byla po 18 let jeho sekretářkou. Zemřel v Bostonu 4. června 1951 a je pohřben vedle své druhé ženy Natálie v kostele na hřbitově v Lenoxu. O Kusevického odkaz se stará společnost The Koussevitzky Recordings Society, Inc. založená v roce 1986.

## Dílo
- 2 Morceaux pro kontrabas a klavír op. 1 (pub. 1907)
- Chanson triste pro kontrabas a klavír op. 2 (pub. 1906)
- Koncert pro kontrabas a orchestr op. 3 (pub. 1930)
- Humoreska pro kontrabas a klavír op. 4 (pub. 1936)
- Passacaille na ruské téma pro orchestr (pub. 1929-1931)
- Preludium a fuga C-dur (úprava Preludia a fugy J. S. Bacha BWV 547 pro orchestr (1936)
- Fair Harvard Chorus(1936?)
- Etudy pro kontrabas (194-?)